# West-Afrikaanse Economische en Monetaire Unie
De West-Afrikaanse Economische en Monetaire Unie (of UEMOA naar haar Franse naam Union économique et monétaire ouest-africaine) is een organisatie van acht West-Afrikaanse staten die als doel heeft economische integratie te bevorderen tussen landen die een gezamenlijke munteenheid delen, de West-Afrikaanse CFA-frank.
De UEMOA werd opgericht door het Verdrag van Dakar op 10 januari 1994 en heeft als doelstellingen: het nastreven van een gemeenschappelijke economische en monetaire markt, het beleid van de lidstaten in verschillende domeinen coördineren, het juridische kader harmoniseren en het vestigen van een douane-unie.